# هربرت كالين
هربرت كالين (بالإنجليزية: Herbert Callen) (و. 1919 – 1993 م) هو فيزيائي من الولايات المتحدة الأمريكية . ولد في فيلادلفيا (بنسيلفانيا) .
شارك في مشروع مانهاتن .وكان عضواً في الأكاديمية الوطنية للعلوم .
توفي في فيلادلفيا (بنسيلفانيا) ، عن عمر يناهز 74 عاماً.

## التعليم
تعلم في معهد ماساتشوست للتكنولوجيا، وجامعة تمبل

## جوائز
حصل على جوائز منها:
- زمالة غوغنهايم.